# Long An, Tây Ninh
Long An là một phường và là nơi đặt tỉnh lỵ của tỉnh Tây Ninh, Việt Nam.

## Địa lý
Phường Long An có vị trí địa lý:
- Phía đông giáp phường Tân An.
- Phía tây giáp xã Mỹ An.
- Phía nam giáp phường Khánh Hậu.
- Phía bắc giáp xã Thủ Thừa và xã Nhựt Tảo.

Phường Long An có diện tích tự nhiên là 34,9 km², quy mô dân số năm 2025 là 106.667 người.

## Lịch sử
Sau ngày 30 tháng 4 năm 1975, địa bàn phường Long An hiện nay vốn là Phường 1, Phường 2, Phường 3 , Phường 4 thuộc thị xã Tân An, xã Hướng Thọ Phú và một phần các xã Bình Phong Thạnh, Lợi Bình Nhơn thuộc huyện Thủ Thừa và một phần xã Nhơn Thạnh Trung thuộc huyện Tân Trụ, tỉnh Long An.
Ngày 20 tháng 9 năm 1975, Bộ Chính trị Ban Chấp hành Trung ương Đảng Lao động Việt Nam ban hành Nghị quyết số 245-NQ/TW về việc bỏ khu, hợp tỉnh. Theo đó, dự kiến hợp nhất những tỉnh Mỹ Tho, Gò Công, Long An và Bến Tre thành một tỉnh mới, tỉnh được hợp lại sẽ đề nghị Nhà nước quyết định tên và và tỉnh lỵ của tỉnh mới.
Ngày 20 tháng 12 năm 1975, Bộ Chính trị Ban Chấp hành Trung ương Đảng Lao động Việt Nam ban hành Nghị quyết số 19/NQ về việc điều chỉnh hợp nhất một số tỉnh ở miền Nam. Theo đó, dự kiến hợp nhất các tỉnh Long An và Kiến Tường thành một tỉnh mới.
Ngày 24 tháng 2 năm 1976, Hội đồng Chính phủ Cách mạng lâm thời Cộng hòa miền Nam Việt Nam ban hành Nghị định về việc giải thể khu, hợp nhất tỉnh ở miền Nam Việt Nam. Theo đó, địa giới tỉnh Long An (mới) gồm tỉnh Long An (cũ) và tỉnh Kiến Tường.
Ngày 11 tháng 3 năm 1977, Hội đồng Chính phủ ban hành Quyết định số 54-CP về việc hợp nhất một số huyện thuộc tỉnh Long An. Theo đó:
- Hợp nhất huyện Châu Thành và huyện Tân Trụ thành một huyện lấy tên là huyện Tân Châu, một phần xã Nhơn Thạnh Trung thuộc huyện Tân Châu.
- Hợp nhất huyện Bến Lức và huyện Thủ Thừa thành một huyện lấy tên là huyện Bến Thủ, xã Hướng Thọ Phú và một phần các xã Bình Phong Thạnh, Lợi Bình Nhơn thuộc huyện Bến Thủ.

Ngày 19 tháng 9 năm 1980, Hội đồng Bộ trưởng ban hành Quyết định số 298-CP về việc chia huyện Mộc Hóa thuộc tỉnh Long An thành huyện Mộc Hóa và huyện Tân Thạnh và đổi tên huyện Tân Châu cùng tỉnh thành huyện Vàm Cỏ. Theo đó, đổi tên huyện Tân Châu thành huyện Vàm Cỏ, một phần xã Nhơn Thạnh Trung thuộc huyện Vàm Cỏ.
Ngày 14 tháng 1 năm 1983, Hội đồng Bộ trưởng ban hành Quyết định số 5-HĐBT về việc phân vạch địa giới một số huyện, xã và thị xã thuộc tỉnh Long An. Theo đó:
- Chia huyện Bến Thủ thành 2 huyện lấy tên là huyện Bến Lức và huyện Thủ Thừa.
- Chia xã Bình Phong Thạnh thành 2 xã lấy tên xã Bình Thạnh và xã Bình An [thuộc huyện Thủ Thừa].
- Mở rộng thị xã Tân An trên cơ sở nhập xã Nhơn Thạnh Trung của huyện Vàm Cỏ và các xã Hướng Thọ Phú, Lợi Bình Nhơn của huyện Bến Thủ.

Ngày 24 tháng 3 năm 1994, Chính phủ ban hành Nghị định số 27-CP về việc điều chỉnh địa giới huyện, xã thuộc tỉnh Long An. Theo đó, tách 282,5 hécta diện tích tự nhiên với 3. 528 nhân khẩu của xã Hướng Thọ Phú; 193 hécta diện tích tự nhiên với 2.695 nhân khẩu của xã Nhơn Thạnh Trung để thành lập phường V [thuộc thị xã Tân An].
Ngày 19 tháng 5 năm 1998, Chính phủ ban hành Nghị định số 32/1998/NĐ-CP về việc thành lập phường 6 thuộc thị xã Tân An, tỉnh Long An. Theo đó, thành lập phường 6 thuộc thị xã Tân An, tỉnh Long An trên cơ sở 697 ha diện tích tự nhiên và 7.554 nhân khẩu của xã Lợi Bình Nhơn. Phường 6 có 3 ấp: Xuân Hòa 2, Bình Cư 1, Bình Cư 2.
Ngày 19 tháng 6 năm 2006, Chính phủ ban hành Nghị định số 60/2006/NĐ-CP về việc điều chỉnh địa giới hành chính xã, phường; thành lập phường thuộc thị xã Tân An, tỉnh Long An. Theo đó, thành lập phường 7 thuộc thị xã Tân An trên cơ sở điều chỉnh 185,09 ha diện tích tự nhiên và 1.475 nhân khẩu của xã An Vĩnh Ngãi; 45,65 ha diện tích tự nhiên và 343 nhân khẩu của xã Bình Tâm; 141,93 ha diện tích tự nhiên và 2.410 nhân khẩu của phường 3.
Ngày 24 tháng 8 năm 2009, Chính phủ ban hành Nghị quyết số 38/NQ-CP về việc thành lập thành phố Tân An thuộc tỉnh Long An. Theo đó, hành lập thành phố Tân An thuộc tỉnh Long An trên cơ sở toàn bộ diện tích tự nhiên, dân số và các đơn vị hành chính trực thuộc của thị xã Tân An, Phường 1, Phường 2, Phường 3, Phường 4, Phường 5, Phường 6, xã Hướng Thọ Phú thuộc thành phố Tân An.
Trước khi sắp xếp:
- Phường 1 có diện tích tự nhiên 0,69 km² , quy mô dân số năm 2024 là 11.658 người[15] với 6 khu phố: 1, 2, 3, 4, 5, 6.[16]
- Phường 2 có diện tích tự nhiên là 1,39 km², quy mô dân số năm 2024 là 17.093 người[15] với 8 khu phố: 1, 2, 3, 4, 5, 6, 7, 8.[17]

Ngày 24 tháng 10 năm 2024, Ủy ban Thường vụ Quốc hội khóa XV ban hành Nghị quyết số 1244/NQ-UBTVQH15 về việc sắp xếp đơn vị hành chính cấp xã của tỉnh Long An giai đoạn 2023 – 2025. Theo đó, nhập toàn bộ 1,39 km² diện tích tự nhiên và quy mô dân số là 17.093 người của Phường 2 vào Phường 1 [thành phố Tân An].
Ngày 7 tháng 11 năm 2024, Hội đồng nhân dân tỉnh Long An ban hành Nghị quyết số 68/NQ-HĐND về việc đổi tên khu phố thuộc Phường 2, thành phố Tân An. Theo đó, đổi tên Khu phố 1 thành khu phố Tân Xuân 1, đổi tên Khu phố 2 thành khu phố Tân Xuân 2, đổi tên Khu phố 3 thành khu phố Tân Xuân 3, đổi tên Khu phố 4 thành khu phố Tân Xuân 4, đổi tên Khu phố 5 thành Khu phố 9, đổi tên Khu phố 6 thành Khu phố 10.
Ngày 12 tháng 6 năm 2025, Quốc hội khóa XV ban hành Nghị quyết số 202/2025/QH15 về việc sắp xếp đơn vị hành chính cấp tỉnh. Theo đó, sắp xếp toàn bộ diện tích tự nhiên, quy mô dân số của tỉnh Long An và tỉnh Tây Ninh thành tỉnh mới có tên gọi là tỉnh Tây Ninh.
Trước khi sắp xếp:
- Phường 1 có diện tích tự nhiên là 2,09 km², quy mô dân số năm 2025 là 27.648 người[21] với 14 khu phố: 1, 2, 3, 4, 5, 6, 7, 8, 9, 10, Tân Xuân 1, Tân Xuân 2, Tân Xuân 3, Tân Xuân 4[19][22][23].
- Phường 3 có diện tích tự nhiên là 3,14 km², quy mô dân số năm 2025 là 19.481 người[21] với 9 khu phố: 1, 2, 3, 4, Bình An, Bình Đông 1, Bình Đông 2, Bình Đông 3, Bình Đông 4[22][24].
- Phường 4 có diện tích tự nhiên là 5,52 km², quy mô dân số năm 2025 là 18.079 người[21] với 8 khu phố: Bình Cư 1, Bình Cư 2, Bình Quân 1, Bình Quân 2, Bình Quân 3, Bình Yên Đông 1, Bình Yên Đông 2, Bình Yên Đông 3[22][25].
- Phường 5 có diện tích tự nhiên là 6,49 km², quy mô dân số năm 2025 là 14.135 người[21] với 7 khu phố: Bình Phú, Nhơn Hòa 1, Nhơn Hòa 2, Nhơn Phú, Phú Nhơn, Thanh Xuân, Thọ Cang[22][26].
- Phường 6 có diện tích tự nhiên là 7,44 km², quy mô dân số năm 2025 là 16.248 người[21] với 6 khu phố: Bình Cư 1, Bình Cư 2, Bình Cư 3, Nhơn Bình, Xuân Hòa 1, Xuân Hòa 2[22][27].
- Xã Hướng Thọ Phú có diện tích tự nhiên là 8,73 km², quy mô dân số năm 2025 là 8.383 người[21] với 5 ấp: 1, 2, 3, 4, Đạo Thạnh[22][28].
- Xã Bình Thạnh có diện tích tự nhiên là 8,72 km², quy mô dân số năm 2025 là 8.980 người[21] với 5 ấp: Bà Phổ, Bình Cang 1, Bình Cang 2, Bình Lương 1, Bình Lương 2[22][29]. Trong đó có diện tích tự nhiên là 1,4787 km² và quy mô dân số là 2.693 người được sắp xếp về phường Long An[3].

Ngày 16 tháng 6 năm 2025, Ủy ban Thường vụ Quốc hội khóa XV ban hành Nghị quyết số 1682/NQ-UBTVQH15 của Ủy ban Thường vụ Quốc hội khóa XV về việc sắp xếp các đơn vị hành chính cấp xã của tỉnh Tây Ninh năm 2025. Theo đó, sắp xếp toàn bộ diện tích tự nhiên, quy mô dân số của Phường 1 và Phường 3 (thành phố Tân An), Phường 4, Phường 5, Phường 6, xã Hướng Thọ Phú, phần còn lại của xã Bình Thạnh (huyện Thủ Thừa) thành phường mới có tên gọi là phường Long An.

## Tên gọi
Vào ngày 22 tháng 10 năm 1956, tỉnh Long An được thành lập do sáp nhập phần lớn tỉnh Chợ Lớn và phần còn lại tỉnh Tân An (sau khi tách nửa phía Tây của tỉnh để thành lập tỉnh Mộc Hóa). Đến năm 1975, tỉnh Long An có 7 quận: Bình Phước, Bến Lức, Cần Đước, Cần Giuộc, Rạch Kiến, Thủ Thừa, Tân Trụ. Năm 1976, 2 huyện (Đức Hoà, Đức Huệ) của tỉnh Hậu Nghĩa cùng với 2 tỉnh Kiến Tường và Long An được tiến hành hợp nhất thành tỉnh Long An mới.
Cho đến năm 2025, sau khi tỉnh Long An giải thể để sáp nhập với Tây Ninh, tên gọi Long An tiếp tục được giữ lại để đặt tên cho phường mới, đồng thời cũng là tỉnh lỵ của tỉnh Tây Ninh mới.